# جنی گدس

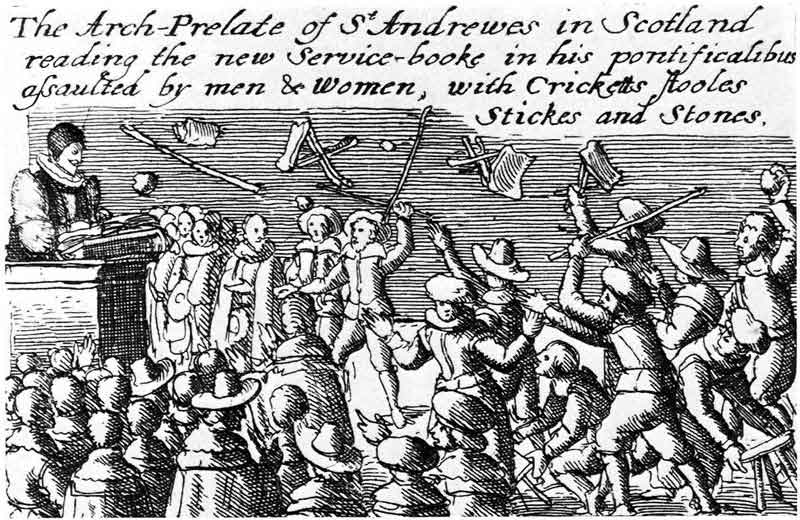
نگاره‌ای از صحنه پرتاب چارپایه توسط جنی گدس بر سر وزیر در کلیسای جامع سنت گیلز.

جنی گدس (به انگلیسی: Jenny Geddes) نام زنی است که در کلیسای جامع سنت گیلز در اسکاتلند و در اعتراض به استفاده از کتاب نماز مشترک انگلیکان که کتاب دعایی انگلیسی بود، چارپایه‌ای را به سمت سر وزیر در کلیسا پرتاب نمود و این عمل او سبب ایجاد شورش در کلیسا و شهر مربوطه گشت. بسیاری معتقدند که این عمل جنی گدس عامل اصلی در گرفتن شورش در اسکاتلند، جنگ اسقف‌ها و جنگ داخلی اسکاتلند بود که منجر به آغاز جنگ های سه پادشاهی گشت.